# Крюссоль-Флорансак, Пьер-Эмманюэль де
Пьер-Эмманюэль де Крюссоль (фр. Pierre-Emmanuel de Crussol; 16 апреля 1717 — 5 февраля 1758), маркиз де Флорансак, называемый маркизом де Крюссолем — французский генерал и дипломат.

## Биография
Сын Франсуа-Эмманюэля де Крюссоля, маркиза де Флорансака, полковника Беарнского пехотного полка, и Маргерит Кольбер де Вилласерф.
Граф де Лестранж и де Лёлли, барон де Прива.
Мушкетер (20.09.1732). Капитан Королевского Руссильонского кавалерийского полка (25.03.1734), командовал ротой при атаке Этлингенских линий и осаде Филиппсбурга (1734) и деле при Клаузене (1735).
Полковник пехотного полка Иль-де-Франса (16.04.1738). В апреле 1739 отправился с полком в экспедицию на Корсику, где служил до апреля 1741. Под командованием инфанта дона Филиппа воевал на пьемонтской границе (1743). Участвовал в завоевании графства Ниццы, атаке укреплений Монтальбана, осадах Демонте и Кунео, и битве при Мадонна-дель-Ольмо (1744). 2 мая 1744 был произведен в бригадиры.
1 апреля 1745 направлен в ту же армию, служил при осадах Акви, Серравалле, Тортоны, Алессандрии, Валенцы, Асти и Казале, участвовал в сражении при Риваронне.
В 1746 году принимал участие в оказании помощи Валенце, битвах при Пьяченце и Тидоне, и защите Прованса. В ноябре отличился со своим полком, разбив австро-пьемонтский отряд из 700 человек на Варском перевале и взяв в плен две вольные роты короля Сардинии.
Участвовал в завоевании графства Ниццы, атаке укреплений Вильфранша и Монтальбана в июне 1747. В том же месяце направлен в лагерь Турнуа, затем вернулся в Бриансонский лагерь, которым командовал до окончания кампании. 4 ноября перешел в Геную. 1 января 1748 произведен в лагерные маршалы. Продолжил службу в Генуе, где несколько раз отличился.
В ноябре 1750 назначен полномочным министром при герцоге Пармском. 2 февраля 1753 пожалован в рыцари орденов короля.

## Семья
Жена (22.12.1740): Шарлотта-Маргерит Флёрьо д'Арменонвиль (16.07.1725—1815), дочь Шарля-Жана-Батиста Флёрьо, графа де Морвиля, и Шарлотты-Элизабет де Вьен
Дети:
- Эмманюэль-Анри-Шарль (11.10.1741—4.07.1818). Жена (20.02.1770): Бонна-Мари-Жозефина-Габриель Бернар (ум. 1819), дочь Анна-Габриеля-Анри Бернара, маркиза де Буленвилье, и Мари-Мадлен-Юльф д'Алленкур
- Александр-Шарль-Эмманюэль (5.07.1743—1815)
- Луиза-Генриетта-Филомена-Мари-Аделаида-Пьеретта-Эмманюэль (р. 1.08.1751). Имя дано дофином и герцогиней Пармской 26 августа 1753